# Strumigenys katapelta
Strumigenys katapelta är en myrart som beskrevs av Bolton 1983. Strumigenys katapelta ingår i släktet Strumigenys och familjen myror. Inga underarter finns listade i Catalogue of Life.